# القشة الأخيرة (فلم)
القشة الأخيرة (بالإنجليزية: Straw) هو فيلم نفسي وحركة وجريمة أمريكي، صدر عام 2025. وهو من سيناريو وإنتاج وإخراج تايلر بيري. الفيلم من بطولة تاراجي بيندا هينسون وشيري شيفيرد وتيانا تايلور وسينباد وروكموند دنبار.
صدر الفيلم على منصة نتفليكس في 6 يونيو 2025.

## القصة
يتناول فيلم القشة الأخيرة قصة جانيه ويلتكينسون، أم عزباء تكافح الظروف الصعبة مع ابنتها المريضة آريا في شقة متهالكة وسط أزمات متلاحقة، تشمل التهديد بالطرد من منزلها وفقدان عملها بسبب ضغوط متزايدة. تصاعد الأحداث يدفع جانيه إلى اتخاذ قرارات يائسة، تشمل مواجهة مسلحة واحتجاز رهائن في بنك، مما يعكس عمق المعاناة النفسية والاجتماعية التي تمر بها.
يكشف الفيلم في نهاية مشوقة أن كل ما حدث كان هلاوس نتجت عن صدمة وفاة ابنتها، حيث يسعى الفيلم لتسليط الضوء على معاناة الأمهات العازبات والتحديات النفسية والاجتماعية التي قد تواجهها في ظل غياب الدعم. تختتم القصة بتسليم جانيه نفسها للسلطات، مع رسالة إنسانية مؤثرة عن الألم، الفقدان، والأمل.

## الممثلون
- تاراجي بيندا هينسون في دور جانياه ويلتكينسون.
- شيري شيفيرد في دور نيكول.
- تيانا تايلور في دور المحققة رايموند.
- غلين تورمان في دور ريتشارد.
- سينباد في دور بيني.
- روكموند دنبار في دور الضابط ويلسون.
- مايك ميريل في دور المحقق غرايمز
- أشلي فيرشير في دور تيسا جورج.

## الإنتاج
كتب وأخراج وأنتاج الفيلم تايلر بيري. كما شارك أنجي بونز وتوني ستريكلاند أيضًا بالإنتاج لصالح نتفليكس.

## روابط خارجية
- مقالات تستعمل روابط فنية بلا صلة مع ويكي بيانات